# Mille Isles (division sénatoriale canadienne)
Ne doit pas être confondu avec Mille-Isles (conseil législatif) ou Mille-Îles et lacs Rideau.
Division du Sénat du Canada
Mille Isles est une division sénatoriale du Canada située au Québec. Depuis le 27 août 2009, elle est représentée par le sénateur conservateur Claude Carignan, nommé à ce poste par la gouverneure générale Michaëlle Jean, sur avis du premier ministre Stephen Harper. 
Une division portant le même nom et partageant le même territoire était représentée au Conseil législatif du Québec jusqu'à son abolition en 1968.

## Description
Son territoire correspond approximativement à la partie sud et centre de la région administrative des Laurentides.   

Plus précisément, la division reprend le territoire de l'ancien comté de Terrebonne dans ses limites de 1859 et celui de l'ancien comté de Deux-Montagnes,.   

## Liste des sénateurs
| Mandat | Mandat                                                        | Sénateur                   | Parti                     | Nommé par            | Sur avis de         |
| ------ | ------------------------------------------------------------- | -------------------------- | ------------------------- | -------------------- | ------------------- |
|        | 23 octobre 1867 - 23 septembre 1882                           | Léandre Dumouchel          | Conservateur              | Proclamation royale  | Proclamation royale |
|        | 29 septembre 1882 - 6 novembre 1884                           | Louis-Rodrigue Masson      | Conservateur              | Lord Lorne           | Macdonald           |
|        | 25 janvier 1887 - 11 octobre 1887                             | Louis-Adélard Senécal      | Conservateur              | Marquis de Lansdowne | Macdonald           |
|        | 22 octobre 1887 - 22 mars 1888                                | Jean-Baptiste Rolland      | Conservateur              | Marquis de Lansdowne | Macdonald           |
|        | 1er décembre 1888 - 26 janvier 1890                           | Charles-Séraphin Rodier Jr | Conservateur              | Ross                 | Macdonald           |
|        | 3 février 1890 - 11 juin 1903                                 | Louis-Rodrigue Masson      | Conservateur              | Lord Stanley         | Macdonald           |
|        | 19 juin 1903 - 24 août 1926                                   | Laurent-Olivier David      | Libéral                   | Lord Minto           | Laurier             |
|        | 21 décembre 1927 - 10 août 1929                               | Napoléon Kemner Laflamme   | Libéral                   | Lord Willingdon      | King                |
|        | 3 juin 1930 - 13 octobre 1943                                 | Jules-Édouard Prévost      | Libéral                   | Lord Willingdon      | King                |
|        | 3 mars 1944 - 8 mars 1957                                     | Armand Daigle              | Libéral                   | Lord Athlone         | King                |
|        | 12 octobre 1957 - 23 décembre 1969                            | Gustave Monette            | Progressiste-conservateur | Massey               | Diefenbaker         |
|        | 7 octobre 1970 - 10 juillet 1971                              | Thérèse Casgrain           | Indépendante              | Michener             | P. E. Trudeau       |
|        | 10 novembre 1971 - 3 janvier 1987                             | Renaude Lapointe           | Libéral                   | Michener             | P. E. Trudeau       |
|        | 26 septembre 1988 - 15 mai 1994                               | Solange Chaput Rolland     | Progressiste-conservateur | Sauvé                | Mulroney            |
|        | 31 août 1994 - 8 août 1996                                    | Jean-Louis Roux            | Libéral                   | Hnatyshyn            | Chrétien            |
|        | 9 août 1996 - 11 août 2001                                    | Léonce Mercier             | Libéral                   | LeBlanc              | Chrétien            |
|        | 4 octobre 2001 - 16 mars 2009                                 | Michel Biron               | Libéral                   | Clarkson             | Chrétien            |
|        | 27 août 2009 - 4 décembre 2039 (date de retraite obligatoire) | Claude Carignan            | Conservateur              | Jean                 | Harper              |